# Kakaopulver

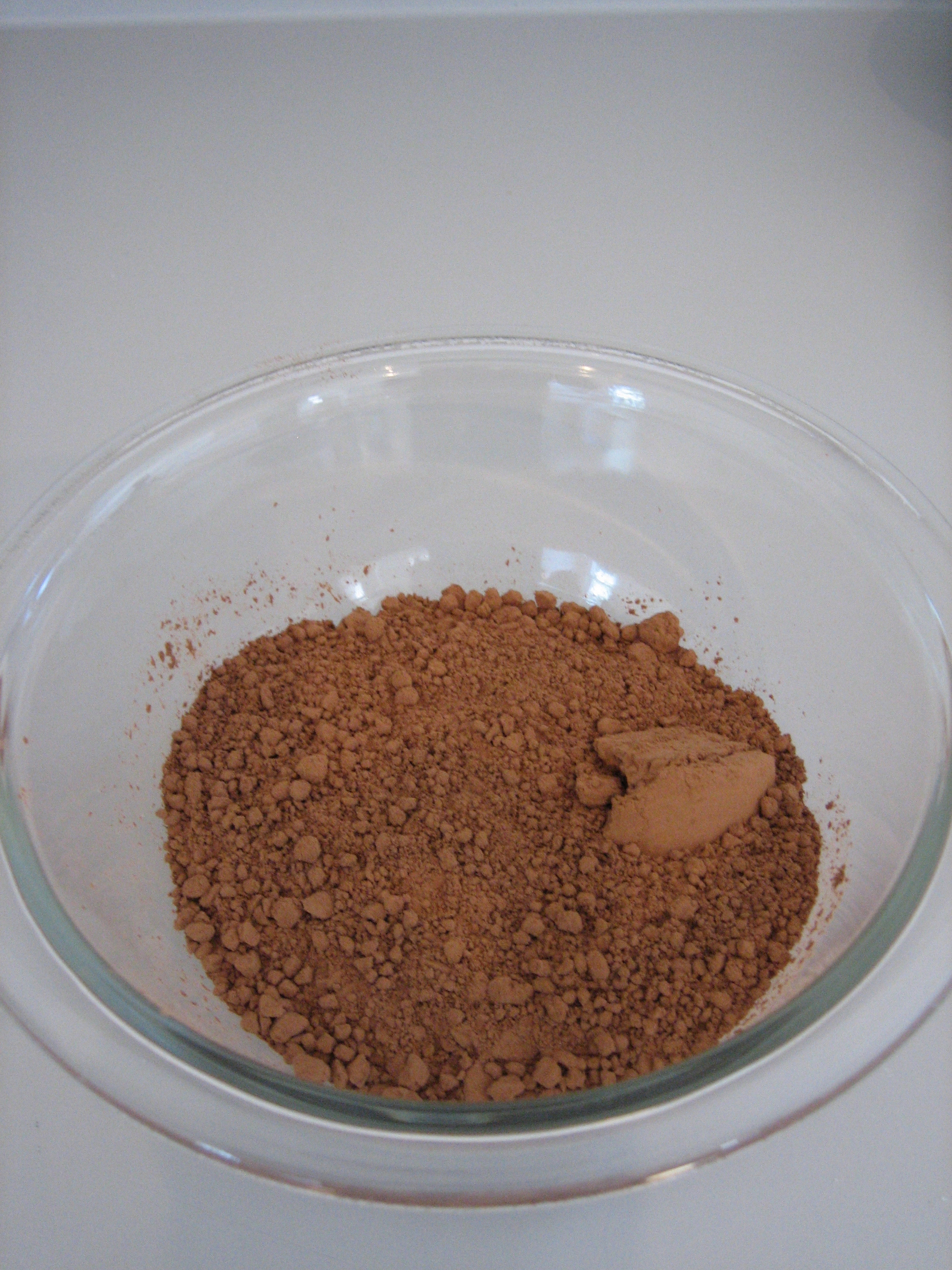
En skål kakaopulver

Kakaopulver eller kakaotorrsubstans är det som återstår efter att fettet, kakaosmöret, pressats ut ur kakaomassa, en massa av malda kakaobönor som dessförinnan fermenterats och rostats. Kakaopulver används i bakverk, chokladdryck, choklad och andra typer av godis.
År 1828 uppfanns tekniken att avskilja fettet och skapa kakaopulver.